# Verbling
Verbling es una plataforma en línea de aprendizaje de idiomas que conecta a estudiantes con profesores de idiomas por videoconferencia. La compañía fue creada en Y Combinator en 2011. En 2015 Verbling recaudó 2,7 millones de dólares en una ronda de financiación de serie A.
Una característica de ésta plataforma es que los profesores de idiomas que dictan las clases son hablantes nativos que pasan por un exhaustivo proceso de selección y los estudiantes pueden consultar los perfiles de cada uno para elegir aquel que les resulte más adecuado. La conexión se realiza directamente con el profesor sin la necesidad de aplicaciones o herramientas externas.

## Historia
Verbling fue fundada en 2011 por Jake Jolis, Mikael Bernstein y Gustav Rydstedt, que se conocieron cuando asistían a la Universidad de Stanford. La plataforma inicial de la compañía, Verbling Friends, conectaba por videoconferencia a usuarios interesados en aprender los idiomas de otros usuarios. Verbling fue respaldada por Y Combinator y Gigaom la consideró una de las cinco start-ups más interesantes en el verano de 2011.
En 2012 la compañía recaudó un millón de dólares en financiación y trasladó su sede central de Palo Alto a San Francisco, California. En noviembre de 2013, la compañía añadió nueve idiomas nuevos y chats que funcionan a través de Google Hangouts. En diciembre de 2013, Verbling también lanzó Verbling Classes, una plataforma de enseñanza de clases grupales que más adelante fueron suspendidas a favor de las clases particulares. Las clases grupales también se transmitían en directo para que otros usuarios pudieran ver la clase sin interactuar directamente en ella.
En 2015 Verbling recaudó 2,7 millones de dólares en una ronda de financiación de serie A para expandir su tecnología a más plataformas. El mismo año, la compañía comenzó a ofrecer clases gratuitas de sueco para refugiados sirios desplazados por la Guerra Civil Siria.
En octubre de 2016, la compañía lanzó Verbling Enterprise, una plataforma diseñada para que las compañías ayuden a sus empleados a recibir clases de idiomas en línea, con el Grupo Volkswagen e Inditex como socios.
En enero de 2020, la empresa fue adquirida por la empresa britànica Busuu, hasta entonces una comunidad de intercambio de aprendizaje de idiomas, para ampliar sus servicios a la comunidad.